# Armenia Airways
Armenia Airways (in armeno: Արմենիա Էյրվեյզ) è la compagnia aerea di bandiera dell'Armenia con sede all'aeroporto di Erevan, in Armenia. È stata fondata nel 2013 e ha iniziato ad operare dalla fine del 2018. Attualmente, alla compagnia è vietato volare nello spazio aereo dell'Unione Europea.

## Storia
La fondazione di Armenia Airways è stata resa possibile dalla decisione del governo armeno di liberalizzare il mercato del trasporto aereo del paese nel 2013. La compagnia aerea ha ottenuto il suo certificato di operatore aereo nel luglio 2018 e poi ha ottenuto i suoi primi aerei, un BAe 146-300 e due Airbus A310-300 rilevati dalla TAROM. Questi sono caduti in disuso nel 2019. Uno ha subito un guasto tecnico a Teheran e l'altro è stato parcheggiato a Erevan. Entrambi sono stati venduti nel 2020.
Nel febbraio 2019, Armenia Airways ha rilevato un BAE 146-300 dalla compagnia aerea rumena Aviro Air per operare voli per Teheran da giugno 2019 per sostituire gli Airbus A310.
All'inizio del 2022, la compagnia aerea ha preso in consegna un Boeing 737-300 di 27 anni, che ha preso il nome da un soldato armeno morto nella prima guerra del Nagorno Karabakh.
Nel marzo 2022, Armenia Airways ha annunciato voli da Erevan a Mosca-Vnukovo.

## Destinazioni
Al 2022, Armenia Airways opera voli tra Armenia, Georgia, Iran e Russia.

## Flotta

### Flotta attuale
A maggio 2025 la flotta di Armenia Airways è così composta:

### Flotta storica
Armenia Airways operava in precedenza con i seguenti aeromobili:
- Airbus A310-300
- Boeing 737-500
- British Aerospace BAe 146